# Campeonato de Primera División de Aruba 2014-15
La División de Honor de Aruba 2014/15 es la actual edición de la Primera División de Aruba. Inició el 10 de octubre del 2014 y finalió en 2015.

## Sistema de campeonato
Se disputarán 9 fechas enfrentándose todos los equipos, al final los cuatro primeros que acumulen más puntos en la temporada clasificaran a las semifinales en dos llaves con partidos de ida y vuelta, los ganadores de cada llave disputarán la final para definir al campeón del torneo.

## Datos de los clubes
| - Brazil Juniors - Britannia - Bubali - Dakota - Estrella | - La Fama - Nacional - RCA - River Plate - San Nicolas |

## Clasificación
Se disputa desde 10 de octubre del 2014.
|  |     | Equipos        |  | PJ | PG | PE | PP | GF | GC | Dif | Pts |
|  | --- | -------------- |  | -- | -- | -- | -- | -- | -- | --- | --- |
|  | 1.  | RCA            |  | 18 | 13 | 4  | 1  | 65 | 15 | +50 | 43  |
|  | 2.  | Britannia      |  | 18 | 14 | 0  | 4  | 57 | 25 | +32 | 42  |
|  | 3.  | Bubali         |  | 18 | 10 | 5  | 3  | 41 | 20 | +21 | 35  |
|  | 4.  | Estrella       |  | 18 | 9  | 4  | 5  | 35 | 27 | +8  | 31  |
|  | 5.  | Dakota         |  | 18 | 8  | 5  | 5  | 47 | 20 | +27 | 29  |
|  | 6.  | La Fama        |  | 18 | 8  | 4  | 6  | 41 | 32 | +9  | 28  |
|  | 7.  | Nacional       |  | 18 | 7  | 2  | 9  | 34 | 34 | 0   | 23  |
|  | 8.  | River Plate    |  | 18 | 4  | 2  | 12 | 23 | 46 | -23 | 14  |
|  | 9.  | San Nicolas    |  | 18 | 3  | 0  | 15 | 12 | 67 | -55 | 9   |
|  | 10. | Brazil Juniors |  | 18 | 0  | 2  | 16 | 18 | 87 | -69 | 2   |

|  | Clasificados a Semifinales. |

## Championship Play-off
Se disputa desde 29 de abril del 2015.
|  |    | Equipos   |  | PJ | PG | PE | PP | GF | GC  | Dif | Pts |
|  | -- | --------- |  | -- | -- | -- | -- | -- | --- | --- | --- |
|  | 1. | Estrella  |  | 6  | 3  | 3  | 0  | 6  | 3   | +3  | 12  |
|  | 2. | RCA       |  | 6  | 3  | 2  | 1  | 9  | 4   | +5  | 11  |
|  | 3. | Britannia |  | 6  | 3  | 1  | 2  | 8  | 6   | +2  | 10  |
|  | 4. | Bubali    |  | 6  | 0  | 0  | 6  | 3  | -13 | -10 | 0   |

## Final
| 10 de julio de 2015 | RCA | 3:0 | Estrella | Estadio Guillermo Próspero Trinidad, |  |